# Souměř
Souměř (německy Zummern) je malá vesnice, část městyse Stráž v okrese Tachov v Plzeňském kraji. Nachází se asi jeden kilometr severozápadně od Stráže. Souměř je také název katastrálního území o rozloze 4,02 km².

## Historie
První písemná zmínka o vesnici pochází z roku 1380.

## Obyvatelstvo
| Rok            | 1869 | 1880 | 1890 | 1900 | 1910 | 1921 | 1930 | 1950 | 1961 | 1970 | 1980 | 1991 | 2001 | 2011 | 2021 |
| -------------- | ---- | ---- | ---- | ---- | ---- | ---- | ---- | ---- | ---- | ---- | ---- | ---- | ---- | ---- | ---- |
| Počet obyvatel | 234  | 240  | 230  | 229  | 234  | 245  | 244  | 165  | 84   | 57   | 49   | 26   | 29   | 50   | 49   |
| Počet domů     | 46   | 48   | 48   | 50   | 48   | 47   | 47   | 40   | 40   | 20   | 16   | 18   | 17   | 19   | 20   |

## Obecní správa
Při sčítání lidu v letech 1850–1959 Souměř byla samostatnou obcí v okrese Tachov. Od roku 1960 je částí městyse Stráž v okrese Tachov.